# Biathlon aux Jeux paralympiques de 2006
Les épreuves de Biathlon aux jeux paralympiques de 2006 se sont déroulées le 11 mars et le 14 mars 2006. Deux épreuves sont au programme (7,5 km et 12,5 km) dans chaque catégorie.

## Podiums

### Catégorie debout
| Épreuves          | Médaille d'or             | Médaille d'argent        | Médaille de bronze      |
| ----------------- | ------------------------- | ------------------------ | ----------------------- |
| 12,5 km H 11 mars | Rustam Garifoullin Russie | Alfis Makamedinov Russie | Nils Erik Ulset Norvège |
| 12,5 km F 11 mars | Anne Floriet France       | Yuliia Batenkova Ukraine | Shoko Ota Japon         |
| 7,5 km H 14 mars  | Rustam Garifoullin Russie | Josef Giesen Allemagne   | Nils Erik Ulset Norvège |
| 7,5 km F 14 mars  | Alena Gorbounova Russie   | Anna Burmistrova Russie  | Anne Floriet France     |

### Catégorie assis
| Épreuves          | Médaille d'or           | Médaille d'argent          | Médaille de bronze         |
| ----------------- | ----------------------- | -------------------------- | -------------------------- |
| 12,5 km H 11 mars | Vladimir Kiselev Russie | Taras Kryjanovski Russie   | Mikhaïl Terentiev Russie   |
| 10 km F 11 mars   | Olena Iurkovska Ukraine | Lyudmyla Pavlenko Ukraine  | Svitlana Tryfonova Ukraine |
| 7,5 km H 14 mars  | Vladimir Kiselev Russie | Iurii Kostiuk Ukraine      | Sergiy Khyzhnyak Ukraine   |
| 7,5 km F 14 mars  | Olena Iurkovska Ukraine | Svitlana Tryfonova Ukraine | Lyudmyla Pavlenko Ukraine  |

### Catégorie malvoyant
| Épreuves          | Médaille d'or              | Médaille d'argent          | Médaille de bronze       |
| ----------------- | -------------------------- | -------------------------- | ------------------------ |
| 12,5 km H 11 mars | Vitaliy Lukyanenko Ukraine | Irek Mannanov Russie       | Wilhelm Brem Allemagne   |
| 7,5 km H 11 mars  | Miyuki Kobayashi Japon     | Tetyana Smyrnova Ukraine   | Verena Bentele Allemagne |
| 7,5 km H 14 mars  | Irek Mannanov Russie       | Vitaliy Lukyanenko Ukraine | Brian McKeever Canada    |
| 7,5 km F 14 mars  | Verena Bentele Allemagne   | Miyuki Kobayashi Japon     | Elvira Ibraginova Russie |

## Médailles
| Rang | Nations   | Médaille d'or | Médaille d'argent | Médaille de bronze | Total |
| ---- | --------- | ------------- | ----------------- | ------------------ | ----- |
| 1er  | Russie    | 6             | 4                 | 2                  | 12    |
| 2e   | Ukraine   | 3             | 6                 | 3                  | 12    |
| 3e   | Allemagne | 1             | 1                 | 2                  | 4     |
| 4e   | Japon     | 1             | 1                 | 1                  | 3     |
| 5e   | France    | 1             | 0                 | 1                  | 2     |
| 6e   | Norvège   | 0             | 0                 | 2                  | 2     |
| 7e   | Canada    | 0             | 0                 | 1                  | 1     |